# 夫妻成长日记3：爱情陷阱
《夫妻成长日记3：爱情陷阱》（日語：ふたりエッチ），2012年上映的日本爱情片，导演横山一洋，主演森下悠里、三浦力、川村里佳、土屋裕一、柳原晴郎、佐佐木基子、木口亚矢、明日花绮罗。

## 剧情
小野田优良和小野田真结婚已经有一段时间了，优良经常玩cosplay，一日晚上，优良穿上丈夫买的比基尼警服，小野田真用手铐铐住妻子玩捆绑，结果惹得优良不高兴，反而铐住了小野田真，这时候，他们接到家里来的电话，原来这天晚上小野田守没有穿衣服倒在阳台上。第二天，小野田优良和小野田真回到了家，小野田真的哥哥和嫂子也回到了家中，母亲挽留他们在家里住几天，他们便留了下来。这天晚上，优良去洗澡时发现自己没有带内裤过来，于是叫丈夫一起出去购买。小野田真在街道上等妻子时遇到了高中时代的同学寺脇诗织和她的男友武，两对情侣聊了一阵子之后，寺脇诗织趁大家不注意，偷偷地把一张纸条塞到小野田真的口袋里。买好了内裤，优良回家洗澡，正好妹妹小野田淳也在，两人边洗边聊，小野田淳告诉嫂子自己和男友井上洋助分手了。优良则开导她一定会遇到自己适合的对象。小野田真则打开纸条看到了寺脇诗织写给他的邀请函。第二天，小野田真找借口出去会寺脇诗织，而妻子优良则一个人去餐厅用餐，在优良用餐时，嫂子小野田早苗来到她身边请她一起去捉奸，因为她怀疑丈夫小野田明有婚外恋。两人女扮男装跟随小野田明来到一间服务店。老板兴致勃勃的介绍了店里的服务，使得小野田早苗愤怒不已，她推开老板去踢房门找丈夫，用脚踢了丈夫胯下一脚，丈夫小野田明解释说是工作，并且有凭证作证，而不是援交，才发现这是一场误会，尴尬而去。此时，小野田真和高中时的同学寺脇诗织一起在河中划船，划完船准备各自回家，寺脇诗织请他闭上眼睛，然后送给一个轻吻。当天晚上，小野田真和妻子优良去参加寺脇诗织的订婚宴，结果寺脇诗织的未婚夫大谈小野田真结婚之前还是处男，两人关系降至冰点，最终大打出手，小野田真把他揍了一拳，打倒在地。

## 演出
| 演员       | 角色       | 备注                                                                                             |
| 森下悠里   | 小野田优良 | 小野田真的妻子。 小野田明子（婆婆）和小野田守（公公）的媳妇。                                    |
| 岡田光     | 小野田真   | 小野田优良的丈夫。 小野田明的兄弟，小野田淳的哥哥。 小野田明子（母亲）和小野田守（父亲）的儿子。 |
| 明日花绮罗 | 小野田淳   | 前男友井上洋助。 小野田真和小野田明的妹妹。 小野田明子（母亲）和小野田守（父亲）的女儿。         |
| 川村里佳   | 小野田早苗 | 小野田明的妻子。 小野田明子（婆婆）和小野田守（公公）的媳妇。                                    |
| 土屋裕一   | 小野田明   | 小野田早苗的丈夫。 小野田真的兄弟，小野田淳的哥哥。 小野田明子（母亲）和小野田守（父亲）的儿子。 |
| 柳原晴郎   | 小野田守   | 小野田优良和小野田早苗的公公。 小野田真、小野田明、小野田淳的父亲。 小野田明子的丈夫。           |
| 佐佐木基子 | 小野田明子 | 小野田优良和小野田早苗的婆婆。 小野田真、小野田明、小野田淳的母亲。 小野田守的妻子。             |
| 木口亚矢   | 寺脇诗织   | 小野田真高中时代的同学，暗恋小野田真。 未婚夫也是小野田真的高中同学。                            |